# Dribbling (programma televisivo)
Dribbling è un programma televisivo italiano di genere rotocalco sportivo a cura di Rai Sport, in onda su Rai 2 dal 1973 al 1982, successivamente dal 1989 al 2023 e nuovamente dal 12 ottobre 2024 dallo studio televisivo Biagio Agnes. 
La sola edizione 2022-2023 è andata in onda col titolo Domenica Dribbling.

## Storia
La prima edizione della trasmissione ebbe avvio l'8 dicembre 1973 e andava in onda ogni sabato nel tardo pomeriggio sull'allora Secondo Programma. Con la riforma del 1975, la trasmissione passò sotto la gestione della redazione sport del TG2, curata dal caporedattore Maurizio Barendson (dopo la sua morte, dal suo successore Beppe Berti) e dal suo vice Remo Pascucci, due dei tre (con Paolo Valenti) "inventori" di Novantesimo Minuto, mutando il suo nome in Sabato Sport (che in seguito sarebbe stato il titolo del contenitore pomeridiano di telecronache sportive, gestito inizialmente dal TG2 Sport e successivamente in alternanza tre mesi ciascuno dal TG1 e dal TG2, sempre in collaborazione con il Pool Sportivo). Sabato Sport fu inizialmente condotta da Nando Martellini, prima che quest'ultimo lasciasse il TG2 per assumere, in sostituzione del primo direttore, Aldo De Martino, la guida del Pool Sportivo Tv  (a prenderne il posto sarebbero stati Gianfranco De Laurentiis e successivamente Gianni Minà).
Dal 1991 aveva assunto il formato che avrebbe mantenuto fino agli anni 2010, venendo trasmesso ogni sabato dalle ore 13:30 alle 14:00. Dal 16 settembre 2018 andava in onda di domenica pomeriggio alle ore 17:00, salvo tornare all'orario precedente dalla stagione 2019-2020. Dalla stagione 2020-2021 alla stagione 2021-2022 cambia nuovamente orario andando in onda alle 18:25.
Fino al 1995 il programma era condotto da Antonella Clerici, assieme ancora a Gianfranco De Laurentiis, il quale successivamente l'ha condotto in solitaria. In seguito Dribbling è stato condotto da vari giornalisti, ultima dei quali Simona Rolandi. Nell'edizione 2012-2013 sparisce la figura del conduttore per poi ritornare nell'edizione successiva sempre con Rolandi alla conduzione. Tuttavia dalla stagione 2016-2017 la figura del conduttore viene nuovamente abolita, per poi tornare nuovamente dalla stagione successiva con la conduzione di Cristina Caruso e Tommaso Mecarozzi. Dal 2019 è stato condotto da Alessandro Antinelli, mentre nella stagione successiva torna Simona Rolandi con la partecipazione fissa di Massimo De Luca e Domenico Marocchino.
Il programma verteva sui principali eventi sportivi (prevalentemente calcistici) del fine settimana, sui quali venivano proposti numerosi servizi e interviste ai protagonisti.
A partire dal 1990, in occasione rispettivamente degli Europei e dei Mondiali di calcio, vanno in onda le versioni Dribbling Europei e Dribbling Mondiali, trasmesse nel consueto orario delle 13:30, ma in tutti i giorni della settimana i quali rispetto al programma principale continuano ad andare in onda. 
Dal 16 ottobre 2022 il programma cambia format e orario andando in onda tra le 16:00 e le 18:00 e cambiando titolo in Domenica Dribbling. La prima parte (Storie) è condotta da Tommaso Mecarozzi e Simona Rolandi, la seconda (Salute) da Cristina Caruso mentre la terza e ultima da Paola Ferrari con Adriano Panatta.
Da gennaio 2023 sono subentrati alcuni cambiamenti:
- I segmenti Storie e Salute sono stati invertiti; di conseguenza prima andava in onda la parte dedicata alla salute e poi quella delle storie
- Viene introdotta l'anteprima del programma;
- Insieme a Paola Ferrari e Adriano Panatta, si aggiunge Antonello Piroso.

Nella presentazione dei palinsesti Rai 2023-2024 lo storico programma non viene più riconfermato decretando così la sua temporanea conclusione dopo 50 anni esatti di messa in onda.
Il programma torna in onda appena un anno dopo la sua cancellazione, venendo ripristinato e inserito nel sabato pomeriggio di Rai 2 alle ore 18:30 con Monica Matano alla conduzione.
Inoltre continuano a essere trasmessi, come di consueto, gli spin off Dribbling Mondiali e Dribbling Europei (condotti da Paolo Paganini per il 2024) regolarmente andati in onda nel periodo dei mondiali di calcio e campionati europei di calcio.

## Sigle
La musica che accompagnò la sigla dal 1973 al 1977 fu il brano Dribbling di Franco Altissimi. Dal 1977 al 1979 la sigla fu The Fly del jazzista Maynard Ferguson. Nel periodo 1979-1982 fu invece ...di terra del Banco del Mutuo Soccorso.
Dopo una pausa di alcuni anni, il programma tornò nel 1989 con la sigla contenente un frammento del brano One of These Days dei Pink Floyd, brano già precedentemente utilizzato dal TG2 come sigla del settimanale di interviste TG2 Ring. Il brano rimase nella sigla fino al 2022.
Dalla stagione 2022-2023, in seguito a un rinnovamento delle sigle dei programmi di Rai Sport, il brano non viene più utilizzato nella sigla di testa.